# Sambucus racemosa
Sambucus racemosa, el saúco rojo, es una especie de Sambucus originario de Europa, el Asia templada y el norte y el centro de Norteamérica. Crece en los medios ribereños, bosques y otros hábitats, generalmente en zonas húmedas.

## Descripción

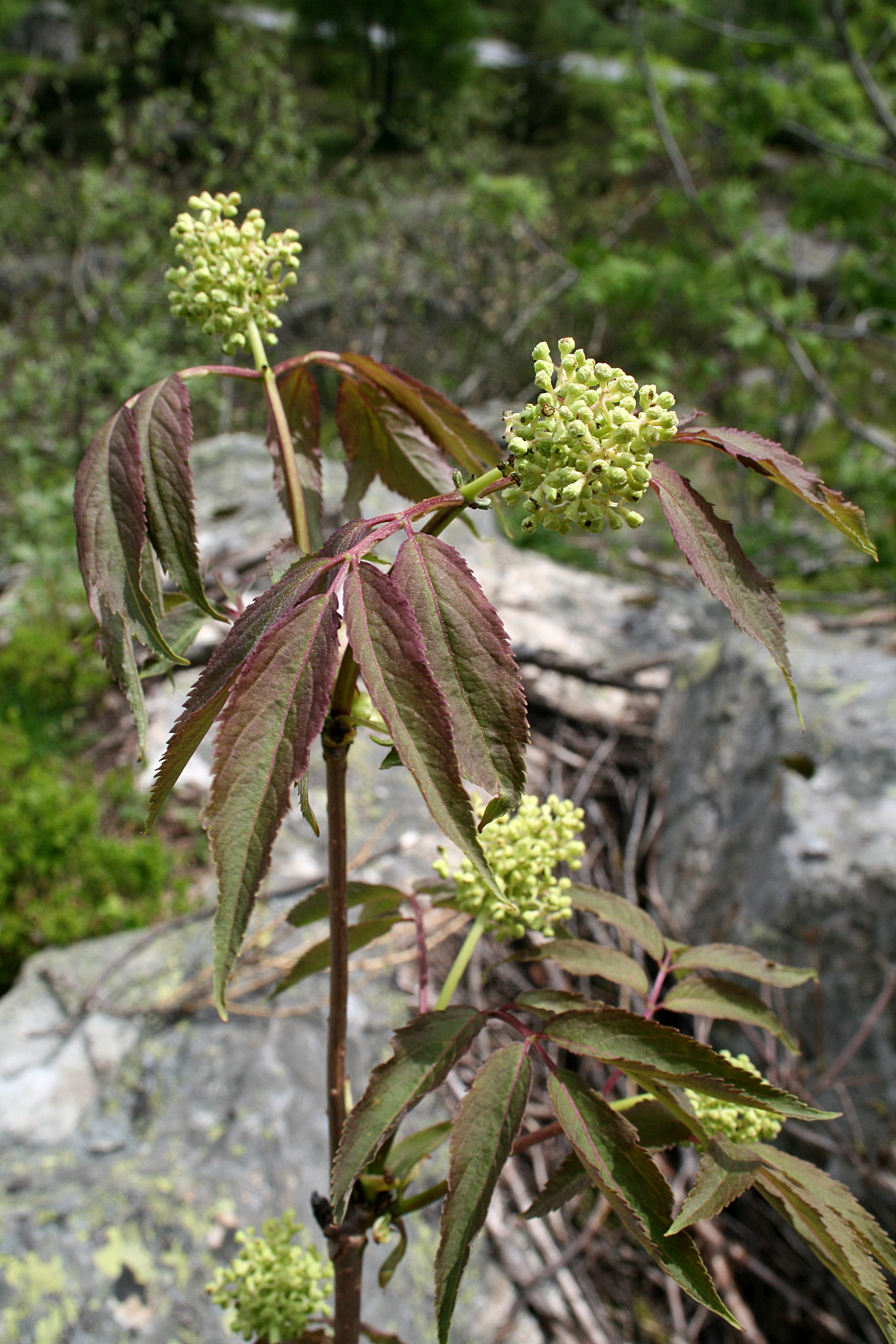
Inflorescencia y follaje de saúco rojo

Este arbusto a menudo con aspecto de árbol crece hasta los 2-6 metros de alto. Los tallos son blandos con un centro meduloso. Cada hoja individual está compuesta por 5-7 folículos parecidos a hoja, cada uno de los cuales tiene 16 cm de largo, lanceolados a estrechamente ovales, e irregularmente serrados a lo largo de los bordes. Los folículos tienen un fuerte olor desagradable cuando se aplastan.
La inflorescencia es una panícula de forma vagamente cónica de varias cimas de botones florales que florecen a partir de los extremos de las ramas. Los botones de las flores son de color rosa cuando están cerrados, y las flores abiertas son de color blanco, crema o amarillento. Cada flor tiene pétalos pequeños y recurvado y un eje en forma de estrella blanca de cinco estambres apuntados en anteras amarillas. Las flores son fragantes y las visitan colibríes y mariposas.  El fruto es una drupa de un brillante rojo o a veces púrpuraconteniendo de 3 a 5 semillas.
Los frutos son populares entre los pájaros, que distribuyen las semillas.

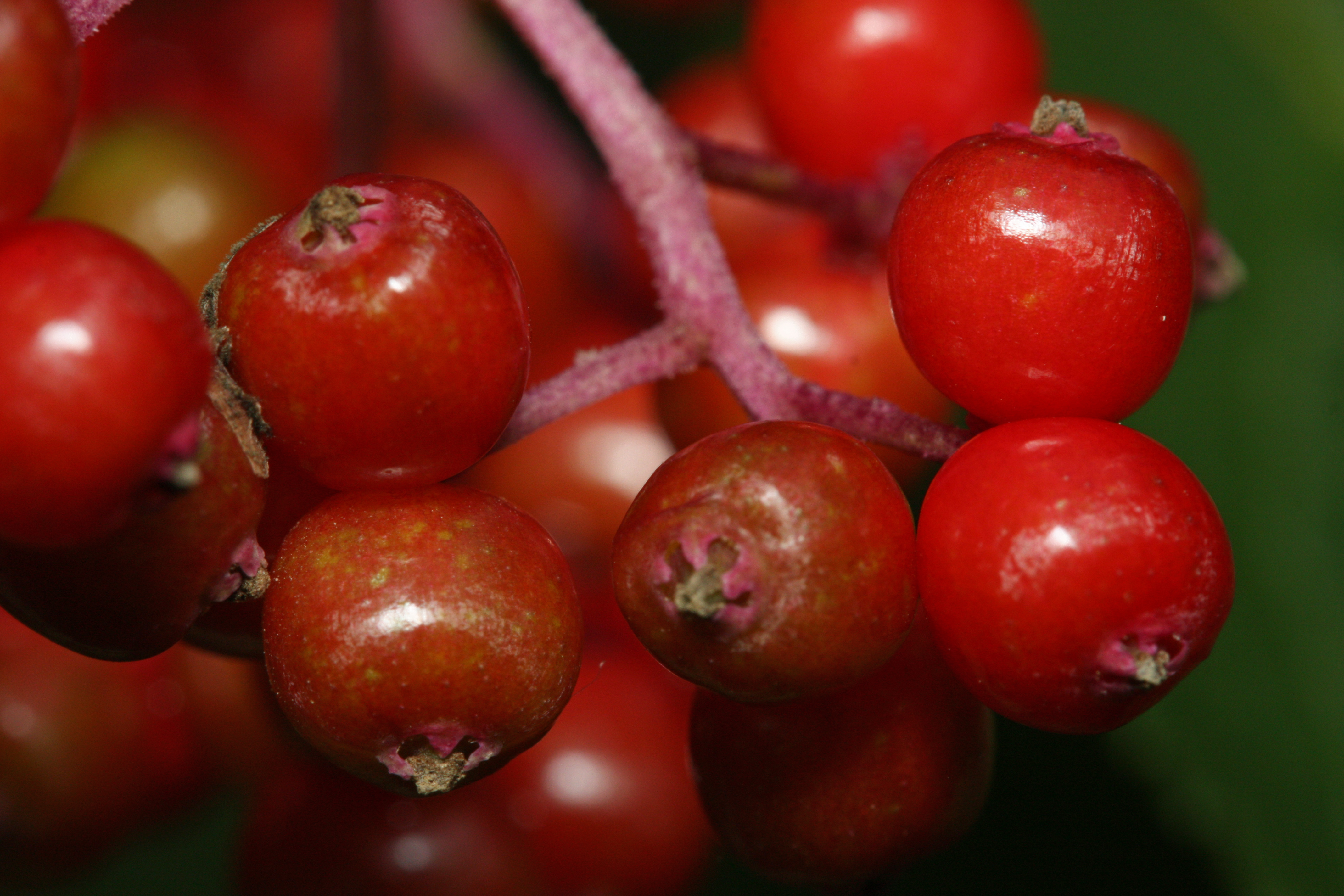
Fruto del saúco rojo (Bosque nacional del Monte Baker-Snoqualmie).

## Propiedades
Muchas partes de esta planta son venenosas, se han utilizado como un emético tradicional.
Se ha señalado que los frutos son seguros para comer cuando se cocinan; los cuales eran saboreados por los Gitxsan en una variedad de recetas.

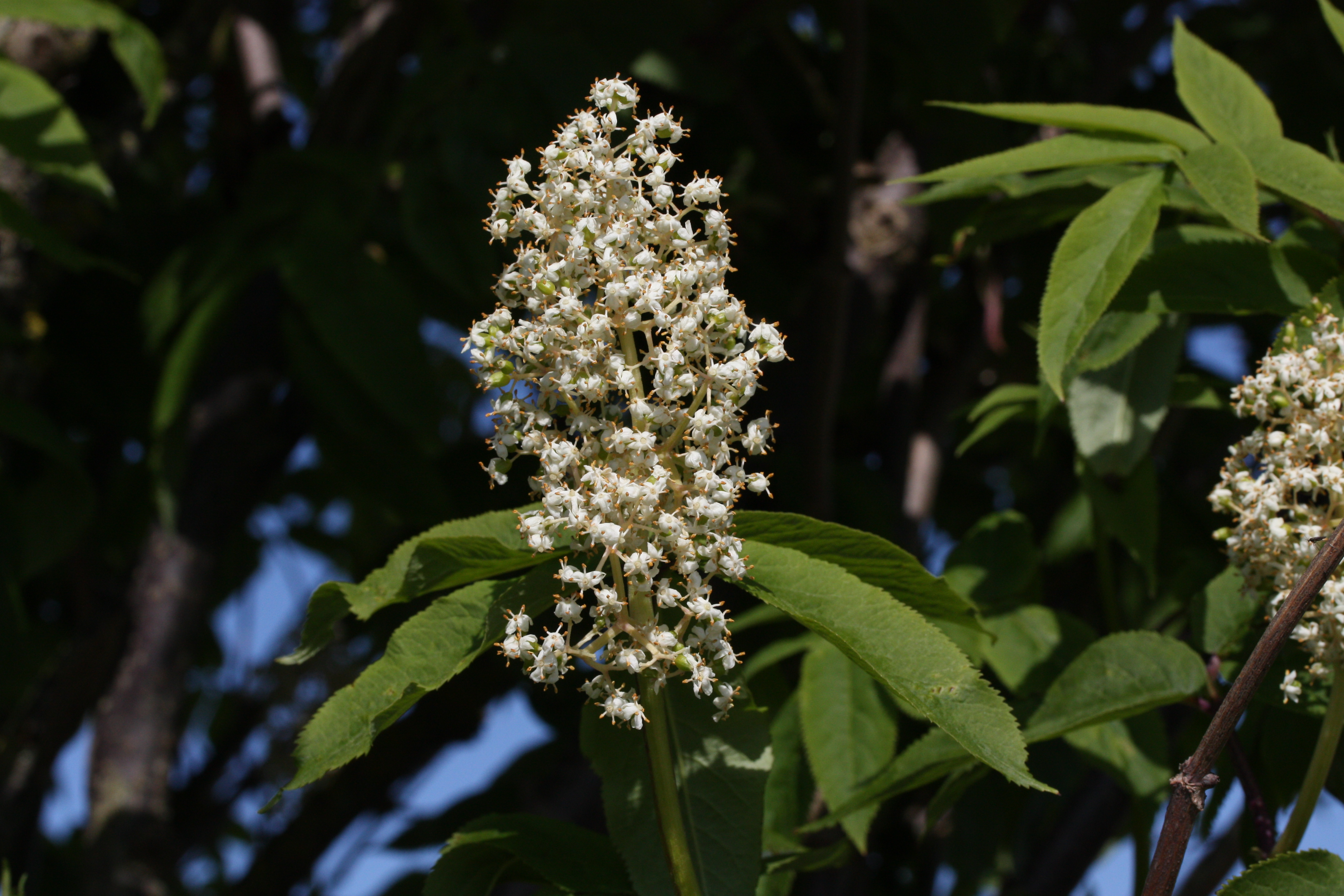
Inflorescencia y follaje.

## Taxonomía
Sambucus racemosa fue descrita por  Carlos Linneo y publicado en Species Plantarum 1: 270. 1753.
Etimología
Sambucus: nombre genérico que deriva de la palabra griega sambuke de un instrumento musical hecho de madera de saúco y un nombre usado por Plinio el Viejo para un árbol posiblemente relacionado con el saúco.
racemosa: epíteto latino que significa "con racimos".
Variedades
- Sambucus racemosa subsp. arborescens (Torr. & A.Gray) A.E.Murray
- Sambucus racemosa var. callicarpa (Greene) Jeps.
- Sambucus racemosa f. calva (Fernald) Scoggan
- Sambucus racemosa f. dissecta (Britton) Scoggan
- Sambucus racemosa var. leucocarpa (Torr. & A. Gray) Cronquist
- Sambucus racemosa var. melanocarpa (A. Gray) McMinn
- Sambucus racemosa var. microbotrys (Rydb.) Kearney & Peebles
- Sambucus racemosa f. rosaeflora (Carrière) Scoggan